# Sur Catherine de Médicis
Sur Catherine de Médicis est un roman historique d’Honoré de Balzac. Le roman, constitué de trois parties, précédées d'une longue introduction, a été publié entre 1830 et 1842, avant de recevoir sa forme complète en 1846.

## Résumé
Dans l’introduction, publiée en 1842 chez Souverain sous le titre Catherine de Médicis expliquée, Balzac exhorte le lecteur à réviser son jugement sur une reine considérée comme sanguinaire et qui eut pourtant à affronter de cruels dilemmes.
La première partie, Le Martyr calviniste, fait intervenir un personnage imaginaire : Christophe Lecamus, fils du fourreur de Catherine de Médicis, calviniste compromis dans les complots de la reine, qui affronte de terribles supplices et garde le silence pour ne pas compromettre la souveraine. Publiée en 1841 dans Le Siècle, elle rejoint la section des Études philosophiques aux éditions Souverain en 1842. Cet épisode de la vie de l'écrivain Balzac est d'une certaine manière consignée dans Illusions perdues.
La deuxième partie, La Confidence des Ruggieri, publiée en 1836 dans La Chronique de Paris, reprise en volume dans la section Études philosophiques en 1837, retrace les amours de Charles IX avec Marie Touchet quelque temps après le massacre de la Saint-Barthélemy.
La troisième partie intitulée Les Deux Rêves, publiée en 1830 dans la Revue des deux Mondes, puis en 1831 dans les Romans et contes philosophiques, est une forme de récit fantastique. Au cours d’un dîner au XVIIIe siècle, deux convives, l’un avocat, l’autre chirurgien (Robespierre et Marat ?) racontent comment Catherine de Médicis leur est apparue en rêve pour glorifier les massacres purificateurs.
Les quatre éléments seront réunis dans la deuxième édition Furne de La Comédie humaine en 1846.

## Commentaire
Au sein de la production de Balzac, Sur Catherine de Médicis est un roman qui a été qualifié de « bricolé », à juste titre lorsqu’on lit l'histoire du texte qui s’échelonne de 1830 à 1842. Commencé à l’époque où Balzac produisait encore des œuvres de jeunesse directement inspirées de Walter Scott, terminé après la publication des principaux ouvrages de La Comédie humaine, cette œuvre en trois parties, à laquelle s'ajoute une quatrième en introduction, oscille entre plusieurs genres : documentaire, plaidoyer, roman, conte fantastique, voire essai.

## Accueil
Le roman a pu ainsi dérouter ou décevoir les lecteurs, comme en témoigne le commentaire suivant :

« Comment ne pas admettre en conclusion que le lecteur de bonne volonté a quelque droit à rester déconcerté par ces études Sur Catherine de Médicis ? Alors qu’elles témoignent, chez celui qui se voulut le peintre de la société moderne en action, du refus de renoncer au roman historique et de l’obstination à composer un ensemble voué à la reine du XVIe siècle. Elles révèlent un romancier souvent réduit à emprunter la matière et jusqu’à la forme de ses scènes et portraits historiques, comme à trouver hors de l’histoire le dynamisme de ses trois récits. »

## Les pantoufles de Cendrillon
Ce roman est à l'origine de la célèbre controverse sur la matière des chaussures de Cendrillon dans le conte de Perrault. Dans la première partie du livre, Balzac fait parler ainsi un personnage qui exerce le métier de pelletier :

« Aux quinzième et seizième siècles, le commerce de la pelleterie formait une des plus florissantes industries. La difficulté de se procurer les fourrures, qui tirées du Nord exigeaient de longs et périlleux voyages, donnait un prix excessif aux produits de la pelleterie. Alors comme à présent, le prix excessif provoquait la consommation, car la vanité ne connaît pas d'obstacles. En France et dans les autres royaumes, non seulement des ordonnances réservaient le port des fourrures à la noblesse, ce qu'atteste le rôle de l'hermine dans les vieux blasons, mais encore certaines fourrures rares, comme le vair, qui sans aucun doute était la zibeline impériale, ne pouvaient être portées que par les rois, par les ducs et par les seigneurs revêtus de certaines charges. On distinguait le grand et le menu vair. Ce mot, depuis cent ans, est si bien tombé en désuétude que, dans un nombre infini d'éditions de contes de Perrault, la célèbre pantoufle de Cendrillon, sans doute de “menu vair”, est présentée comme étant de “verre”. Dernièrement, un de nos poètes les plus distingués était obligé de rétablir la véritable orthographe de ce mot pour l'instruction de ses confrères les feuilletonistes [coquille du Furne : feuilletonnistes] en rendant compte de la Cenerentola, où la pantoufle symbolique est remplacée par un anneau qui signifie peu de chose. »

Selon cette opinion, les pantoufles de Cendrillon doivent donc se comprendre comme étant de « vair » et non de « verre ». Cependant, le texte de Perrault ne laisse aucune équivoque : il s'agit bien de verre. Le verre est une donnée courante dans le folklore : il symbolise communément l'aspect féerique d'un objet.